# Hemiphylacus latifolius
Hemiphylacus latifolius là một loài thực vật có hoa trong họ Thích diệp thụ. Loài này được S.Watson miêu tả khoa học đầu tiên năm 1883.